# Uilleann pipes

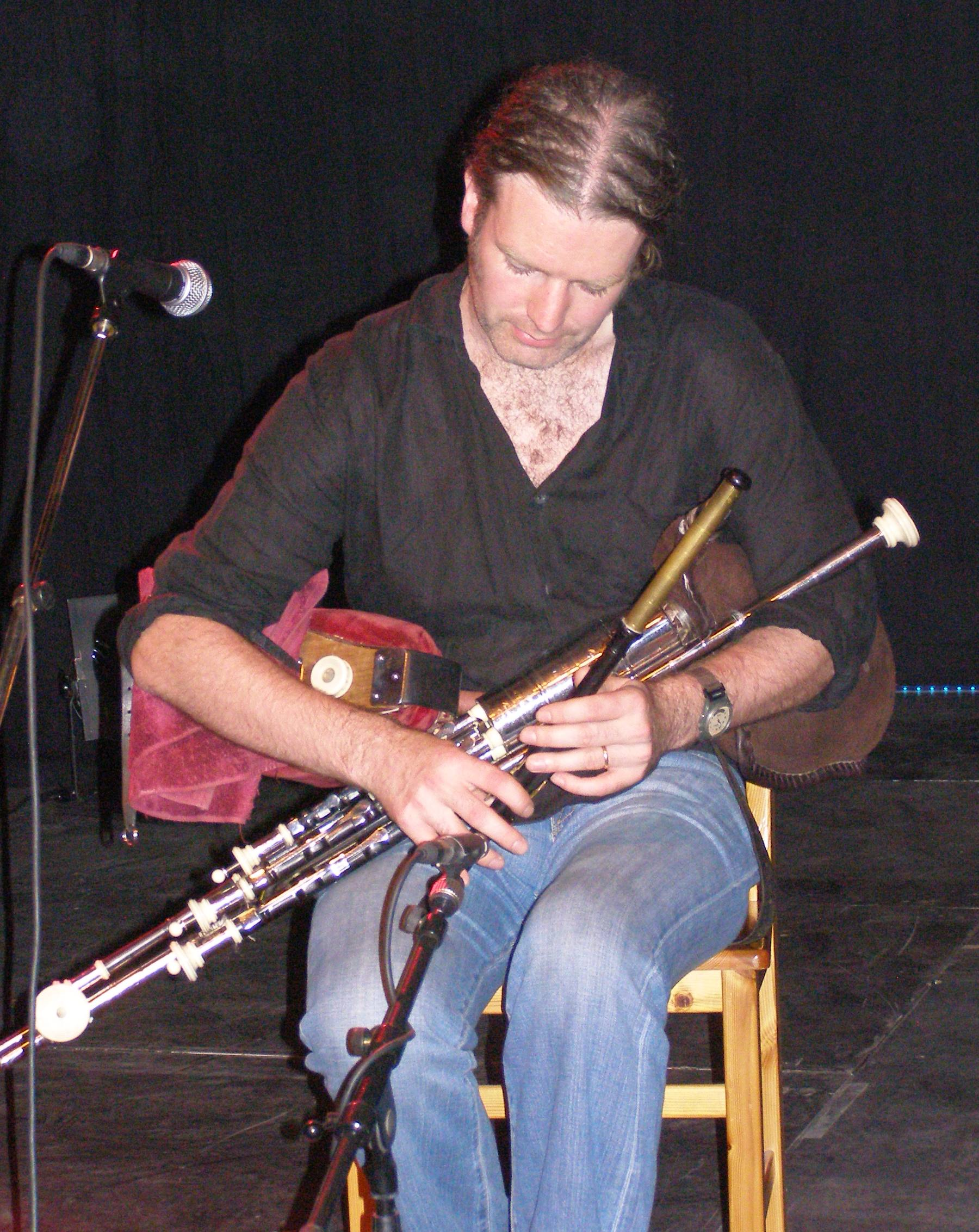
Uilleann pipes, bespeeld door Cillian Vallely.

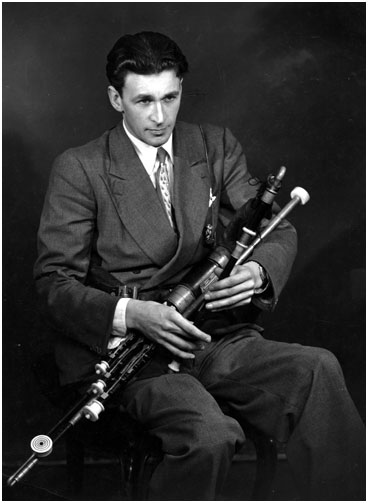
Séamus Ennis met een Uilleann pipes.

Uilleann pipes (uitspraak: "illen paips") (Gaeilge: píoba uilleann, letterlijk "elleboogpijpen", uitspraak: "pie-ba illen") zijn een type Ierse doedelzak die, in tegenstelling tot de Schotse doedelzak, niet met de mond wordt aangeblazen, maar op de schoot wordt gehouden terwijl de lucht met de elleboog wordt aangepompt door middel van een balg. Om te voorkomen dat de elleboog hierbij van de balg glijdt, wordt deze hieraan bevestigd met een bijgeleverd riempje.

## Bespelers
Bekende Ierse Uilleann-pipers van de oude generatie zijn: Willie Clancy, Séamus Ennis, Leo Rowsome, Martin Nolan bekend van de Keltische band Iona en Johnny Doran. Tot de jongere generatie behoren Paddy Keenan, Cillian Vallely (bekend van Lunasa), Finbar Furey, Neil Mulligan, Davy Spillane, Mick O'Brien, Liam O'Flynn (bekend van Planxty) en Paddy Moloney van The Chieftains. Ook Ronan Browne van de groep Cran staat bekend om zijn vloeiende spel. Troy Donockley speelt uillean pipes in de Finse metalband Nightwish. In Nederland zijn David Myles (Rapalje) en Rob van Dijk bekende spelers van de uilleann pipes.

### Lijst van bekende Uilleann-pipers (selectie)
- Harry Bradley
- Peter Browne
- Ronan Browne
- Willie Clancy
- Eoin Dillon
- Johnny Doran
- Séamus Ennis
- Finbar Furey
- Donnchadh Gough
- Paddy Keenan
- Declan Masterson
- John McSherry
- Paddy Moloney
- Neil Mulligan
- Mick O'Brien
- Liam O'Flynn
- Tommy Reck
- Leo Rowsome
- Davy Spillane
- Cillian Vallely